# Freddie Hubbard
Frederick Dewayne "Freddie" Hubbard, född 7 april 1938 i Indianapolis i Indiana, död 29 december 2008 i Sherman Oaks i Kalifornien, var en amerikansk jazztrumpetare, mest känd inom stilen hardbop.
Han inledde sin jazzkarriär efter att ha flyttat till New York 1958. Där samarbetade han med Sonny Rollins, Slide Hampton, J.J. Johnson, Philly Joe Jones, Oliver Nelson och Quincy Jones med flera.  Hubbard avled den 29 september 2008 i sviterna av en hjärtattack.